# Benny Begin

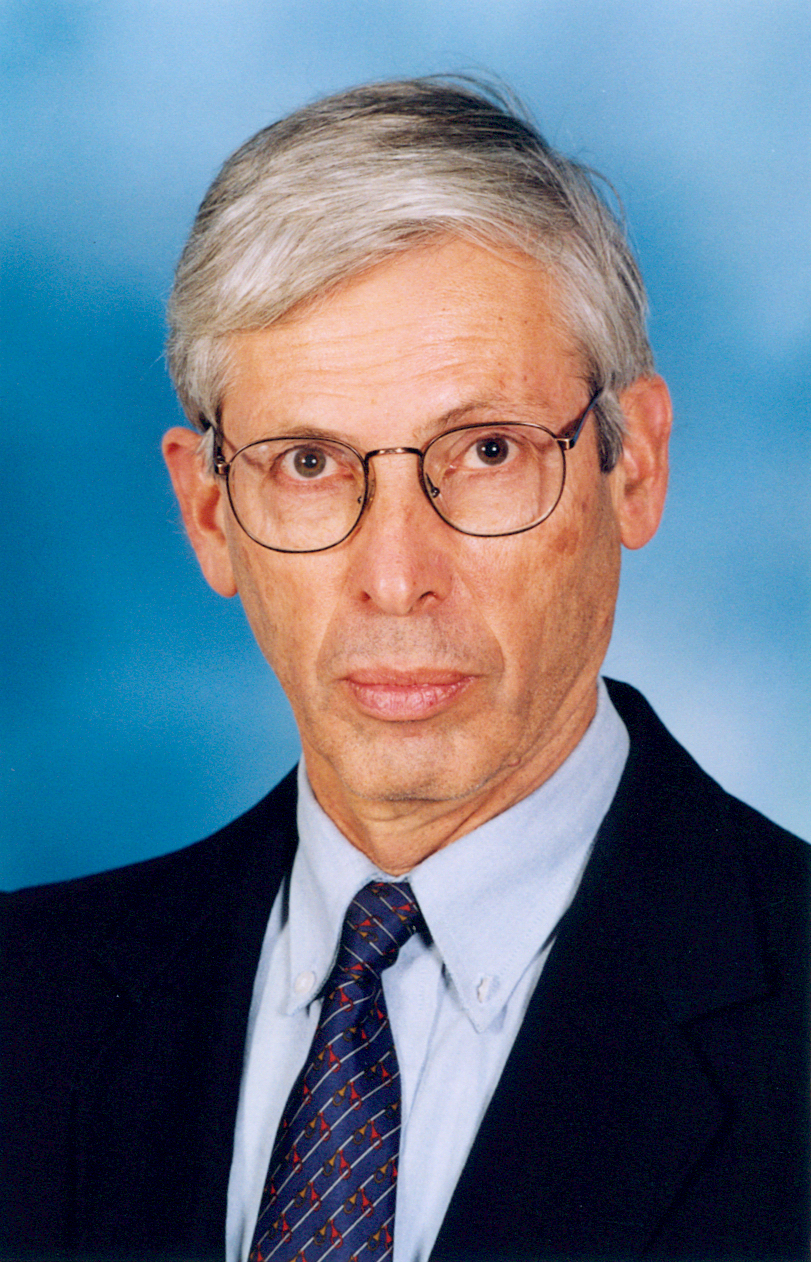
Benny Begin

Ze'ev Binyamin „Benny“ Begin (hebräisch זאב בנימין "בני" בגין‎, * 1. März 1943 in Jerusalem) ist ein israelischer Politiker des Likud.

## Familie
Benny Begin wurde als Sohn von Menachem Begin und dessen Frau Aliza Arnold (1920–1982) in Jerusalem geboren. Seine Schwestern sind Hasia Begin und Leah Begin. Er ist verheiratet und hat sechs Kinder.

## Karriere

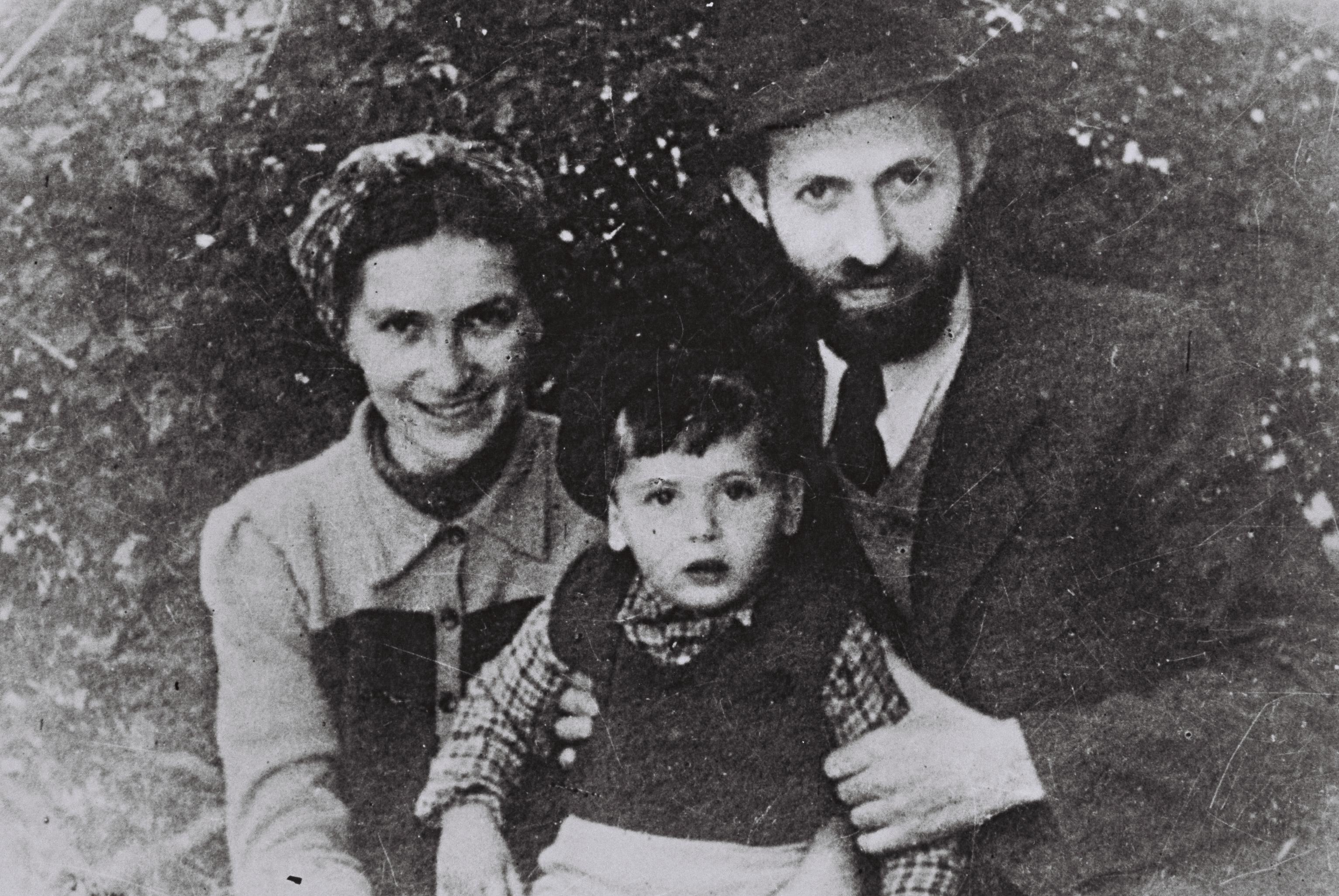
Benny Begin mit seinen Eltern Menachem Begin und Aliza Arnold

Begin studierte Geologie an der Hebräischen Universität Jerusalem. Nach dem Abschluss arbeitete er am Geological Survey of Israel. 1978 wurde er an der Colorado State University in Geologie promoviert.
Ab 1988 war er Abgeordneter des Likud in der Knesset. 1993 sollte er Jitzchak Schamir als Parteivorsitzender des Likud beerben, unterlag aber Benjamin Netanjahu in der Abstimmung. In Netanjahus Regierung (1996–1999) war er vom 18. Juni 1996 bis zum 16. Januar 1997 Minister für Wissenschaft, Kultur und Sport.
1997 legte Begin aus Protest gegen das Hebron-Protokoll sein Amt nieder. 1999 gründete er mit Unterstützung von Jitzchak Schamir die Partei Cherut – HaTnu’a HaLeumit, die sich in der Nachfolge der von seinem Vater gegründeten Cherut-Partei sah und die mit anderen israelischen Parteien, die den Osloer Friedensprozess und die Teilung der Stadt Hebron ebenfalls ablehnten, kooperierte. Die Partei blieb bei den Knessetwahlen 2003 erfolglos und scheiterte 2006 an der 2-Prozent-Hürde, so dass Begin vor der Knessetwahl 2009 mit seinen Mitstreitern wieder in den Likud eintrat.